# Biskupi pelplińscy
Biskupi pelplińscy – biskupi diecezjalni i biskupi pomocniczy diecezji pelplińskiej.

## Biskupi

### Biskupi diecezjalni
| Lata urzędowania | Biskup | Biskup             | Uwagi | Źródła      |
| ---------------- | ------ | ------------------ | ----- | ----------- |
| 1992–2012        |        | Jan Bernard Szlaga |       | [ 1 ] [ 2 ] |
| od 2012          |        | Ryszard Kasyna     |       | [ 3 ]       |

### Biskupi pomocniczy
| Lata urzędowania | Biskup | Biskup          | Uwagi                                                                                          | Źródła |
| ---------------- | ------ | --------------- | ---------------------------------------------------------------------------------------------- | ------ |
| 1992–2011        |        | Piotr Krupa     |                                                                                                | [ 4 ]  |
| 2012–2017        |        | Wiesław Śmigiel | następnie biskup diecezjalny toruński, późniejszy arcybiskup metropolita szczecińsko-kamieński | [ 5 ]  |
| 2019–2025        |        | Arkadiusz Okroj | następnie biskup diecezjalny toruński                                                          | [ 6 ]  |